# Drievenmeulen
De Drievenmeulen is een standerdmolen gelegen in de gemeente Steenvoorde in het Franse Noorderdepartement.

## Geschiedenis
De molen werd in 1774 opgericht te Somain, door Quentin Hennion. Daar deed hij dienst als oliemolen.
In 1901 werd de molen aangekocht door de heer Desbonnets en naar Steenvoorde verplaatst, waar hij als korenmolen dienst ging doen. In 1938 braken de twee houten roeden, waarop deze door ijzeren exemplaren werden vervangen. Ook de kap werd beschadigd, en deze werd vervangen door een exemplaar dat afkomstig was van de molen van Vanneufville, die zich te Sint-Silvesterkappel bevond.
Op 13-14 november 1940 was er een noodweer, waarbij een twintigtal windmolens zwaar werd beschadigd en ook van de Drievenmeulen het dak en de wieken werden verwoest. Het dak werd vervangen door dat van de windmolen van Ledringem, die in mei 1940 door oorlogshandelingen werd verwoest.
In maart 1974 staakte de molenaar zijn werkzaamheden en leidde sindsdien nog toeristen rond in zijn molen, die hij goed bleef onderhouden. De molenaar, en later zijn vrouw, overleden echter en in 1988 werd de molen te koop gezet. In 1993 werd ze aangekocht door de gemeente Steenvoorde, waarop van 1995-1997 restauratiewerkzaamheden plaatsvonden. Op 3 oktober 1998 werd de molen opnieuw ingewijd.

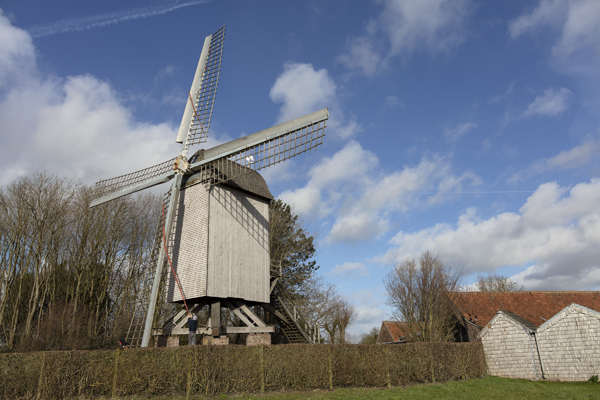
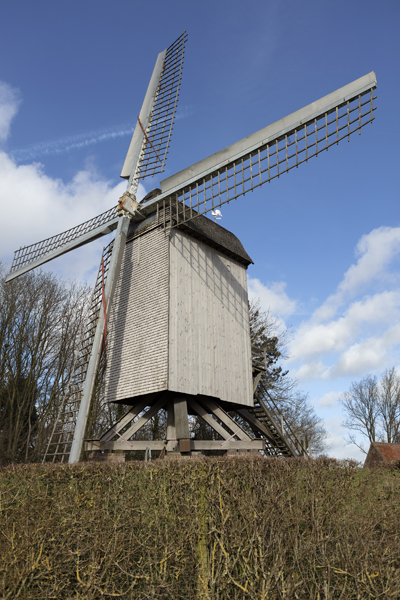
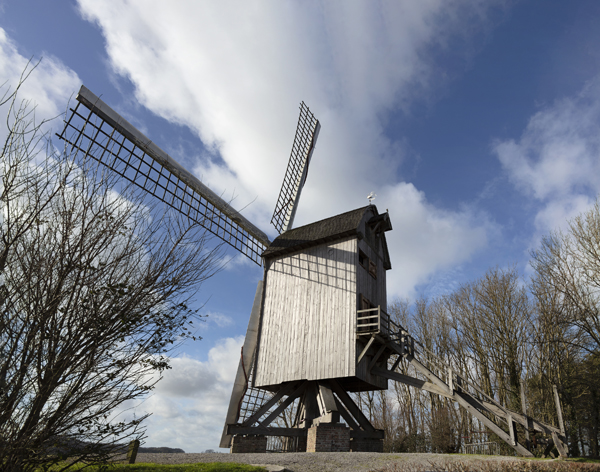